# Plumeria
Plumeria o Plumaria es un pequeño género de plantas nativas de las regiones tropicales y subtropicales de América. Comprende 133 especies descritas y de estas, solo 11 aceptadas. Las especies se han extendido por todas las regiones tropicales del mundo, especialmente en Hawái (Estados Unidos), donde se cultivan tan abundantemente que se consideran autóctonas.

## Descripción
El género contiene arbustos y pequeños árboles de hoja caduca o perenne. Normalmente forman una amplia copa redondeada, con hojas grandes (20-30 cm de largo x 5-10 cm de ancho) de color verde brillante, o mate en algunas especies; ovadas, con ápice achatado o puntiagudo y largamente pecioladas. La inflorescencia es una cima terminal dividida en dos o tres brácteas largas. Las flores son tubulares, con cinco pétalos blancos, amarillos, rosas, rojos o mezclados, que se abren en forma de molinillo de 5 a 7 cm de diámetro, normalmente. Muy fragantes. P. rubra nativa de México, y Centroamérica, produce flores amarillas o rosas dependiendo de su forma de cultivo.

Estas especies solo producen semillas ocasionalmente, y cuando lo hacen la flor produce dos vainas duras, estrechas y puntiagudas, de unos 18 cm de largo con entre 20-60 semillas aladas.

## Taxonomía
El género fue descrito por Carlos Linneo y publicado en Species Plantarum 1: 210. 1753. La especie tipo es: Plumeria rubra
Etimología
Plumeria: nombre genérico nombrado en honor del botánico francés Charles Plumier, que viajó al Nuevo Mundo documentando muchas especies vegetales y animales.

## Especies aceptadas
Especies del género Plumeria aceptadas hasta octubre de 2013, ordenadas alfabéticamente. Para cada una se indica el nombre binomial seguido del autor, abreviado según las convenciones y usos.
- Plumeria alba L.)
- Plumeria filifolia Griseb.
- Plumeria inodora Jacq.
- Plumeria magna Zanoni & M.M.Mejía
- Plumeria mariaelenae J.F.Gut. & J.Linares
- Plumeria obtusa L.
- Plumeria pudica Jacq.
- Plumeria rubra L.)
- Plumeria × stenopetala Urb.
- Plumeria subsessilis A.DC.

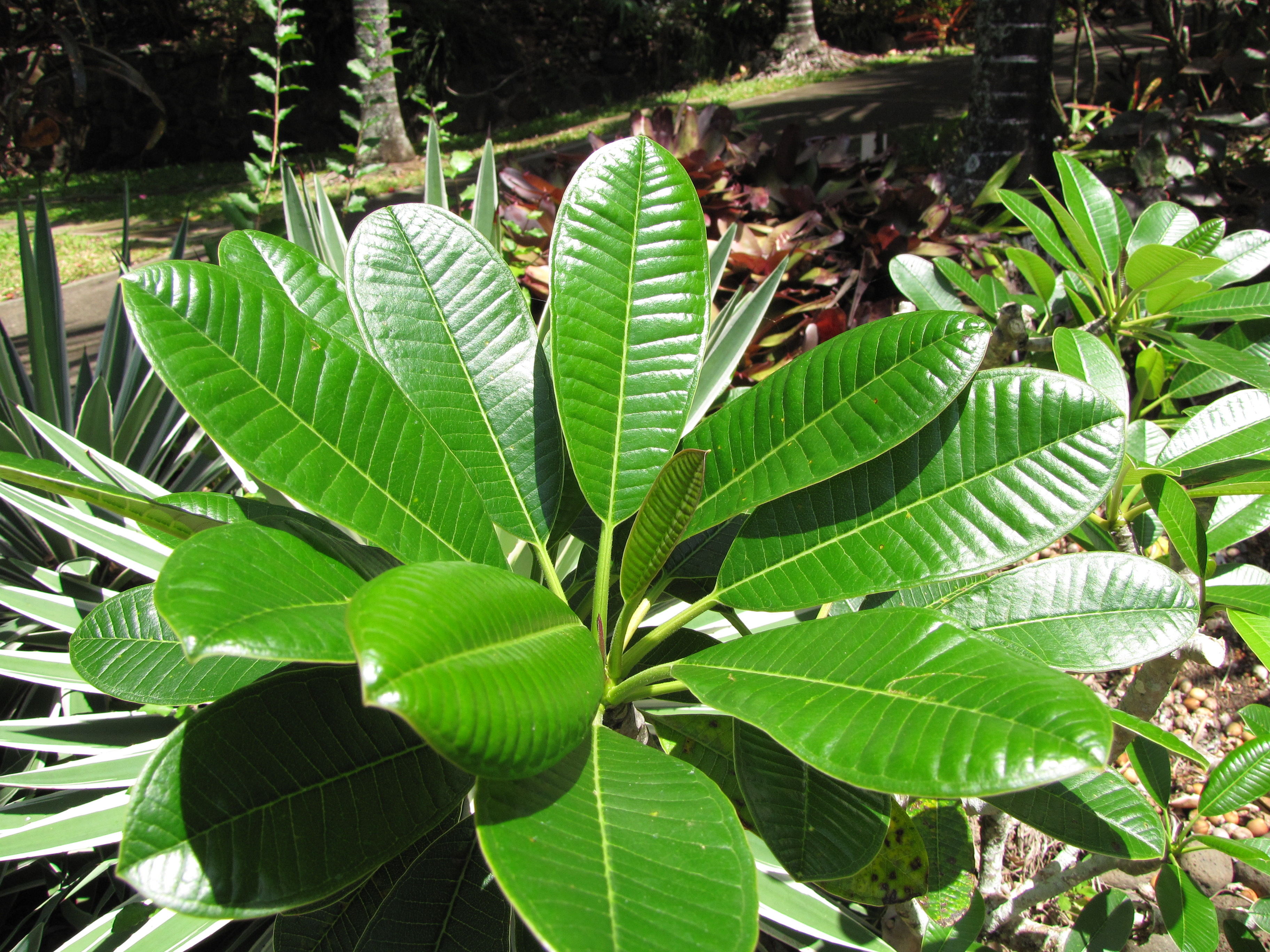
Hojas de P. obtusa.
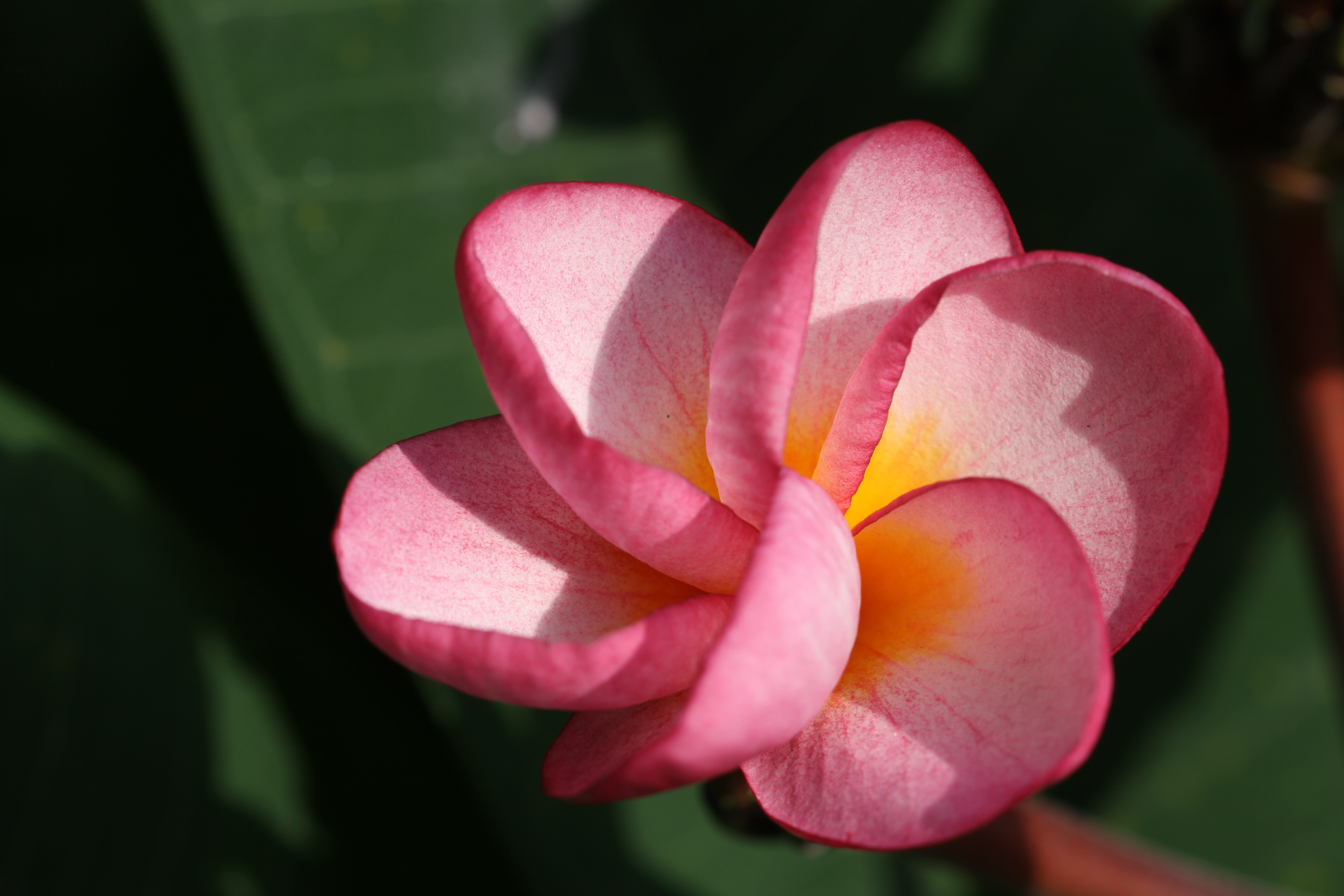
Flor desplegándose en su característica forma de molinillo. Cultivar de P. rubra.
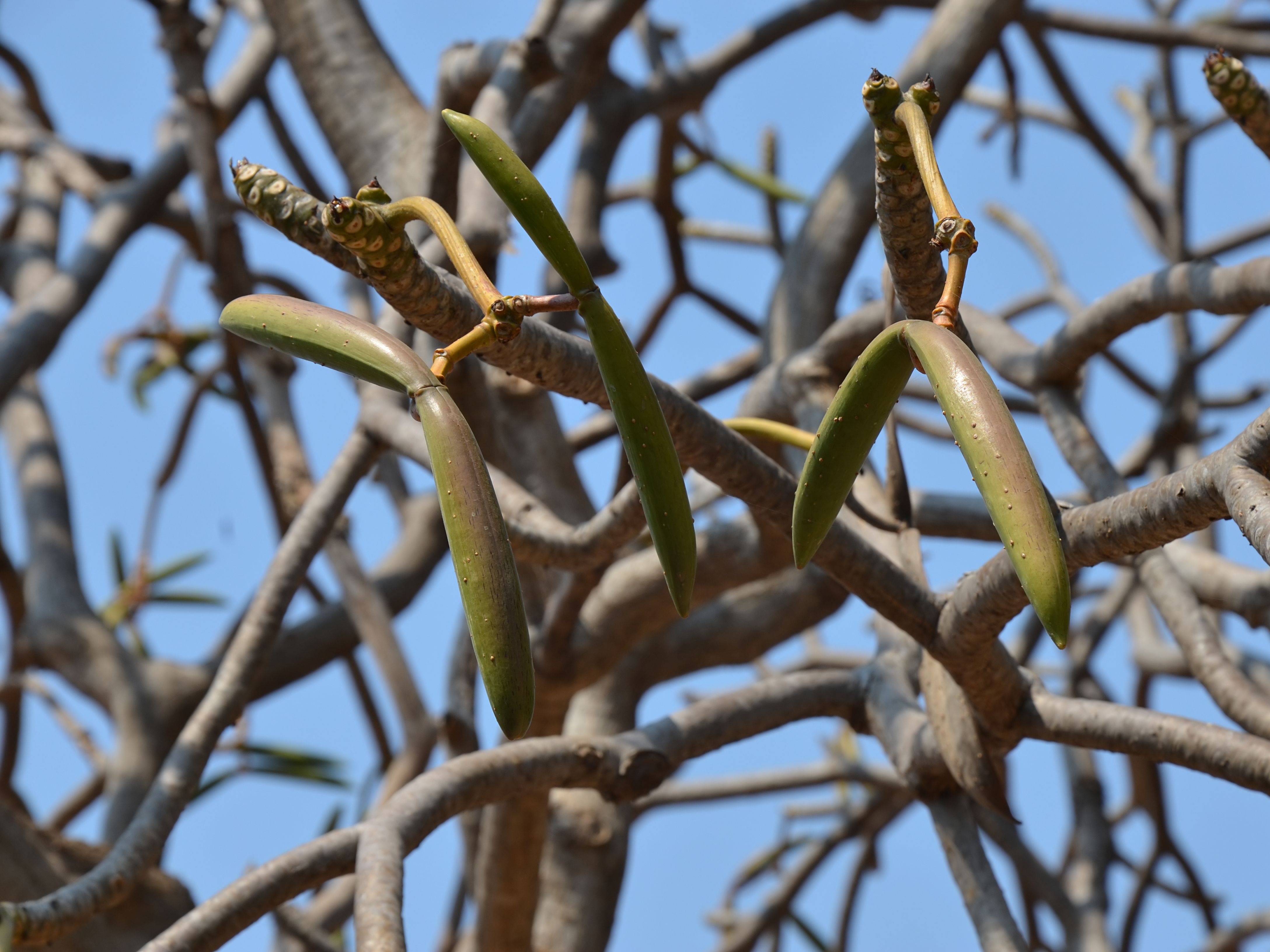
Vaina de semillas en un ejemplar de P. alba. La flor es polinizada la primavera anterior a la maduración de la vaina.